# San Cristóbal (província)
San Cristóbal é uma província da República Dominicana. Sua capital é a cidade homônima.